# Torace degli insetti
Il torace è la seconda regione morfologica del corpo degli Insetti, derivata dall'organizzazione dei tre somiti successivi a quelli cefalici. È dunque compreso fra il capo e l'addome. Questa regione presiede principalmente alla funzione della locomozione, in quanto fornisce gli attacchi alle ali e alle zampe.

## Morfologia
La regione, nella maggior parte degli insetti, deriva dall'accostamento dei tre somiti toracici. A differenza del capo, dove la metameria è mascherata della fusione dei sei somiti cefalici, nel torace i tre segmenti mantengono una loro identità morfologica e, sia pure con un'eventuale complessità strutturale, si possono distinguere con relativa semplicità tre subregioni, denominate rispettivamente protorace, mesotorace e metatorace. Lo sviluppo delle tre subregioni varia secondo gli insetti. In generale gli insetti meiotteri e i cattivi volatori mostrano un particolare sviluppo del protorace, soprattutto nella zona dorsale. Al contrario, nei migliori volatori, che si riscontrano in generale fra i Ditteri e gli Imenotteri, è il mesotorace ad assumere lo sviluppo preponderante.

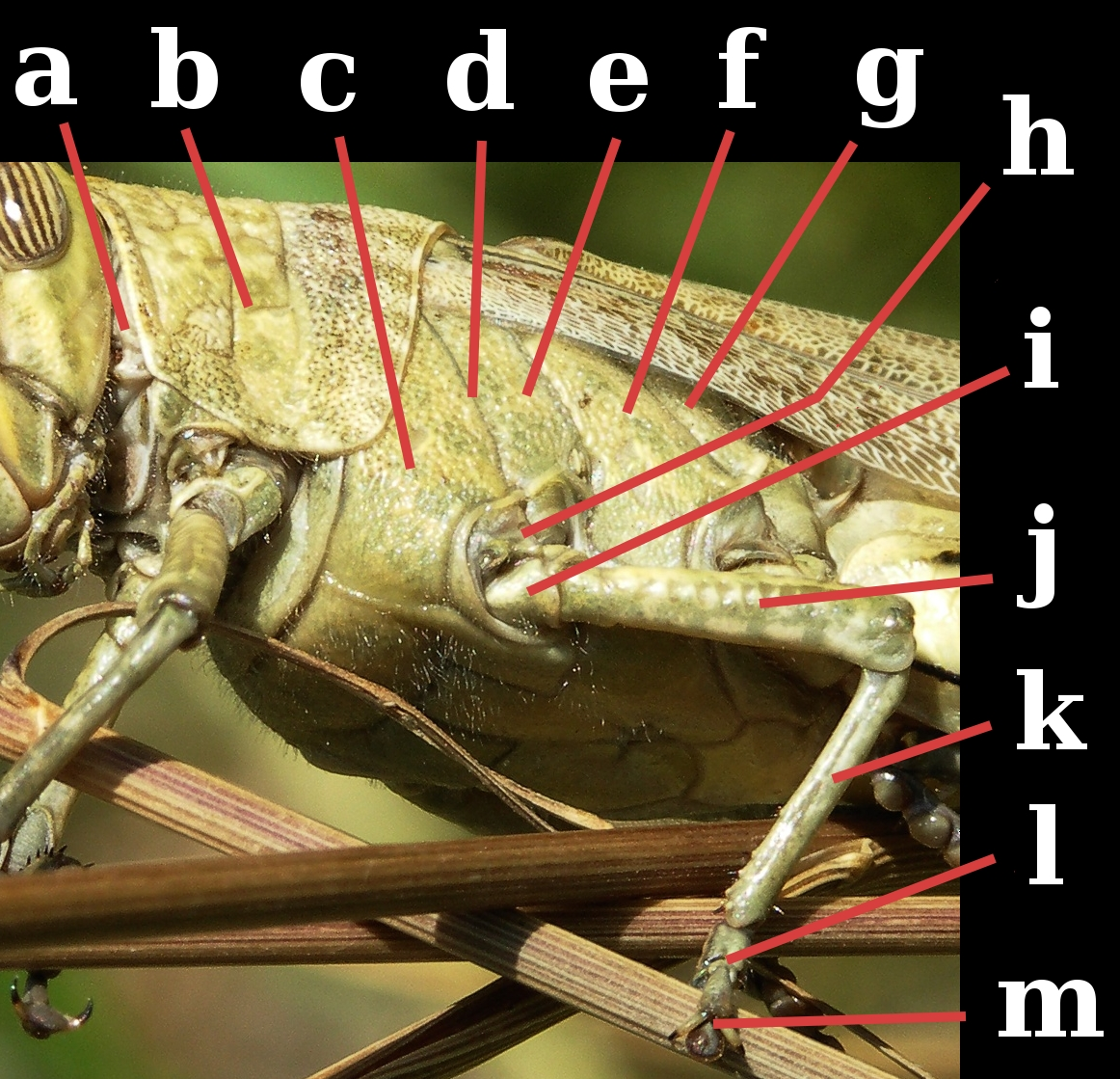
Vista laterale del torace di un Ortottero. a: collo; b: pronoto; c: mesoepisterno; d: sutura pleurale; e: mesoepimero; f: metaepisterno; g: metaepimero; h: coxa; i: trocantere; j: femore; k: tibia; l: tarso; m: pretarso.

L'esoscheletro di ogni segmento toracico è riconducibile ad un anello formato dall'organizzazione di quattro aree o scleriti:
- una dorsale, detta tergo, tergite o noto;
- due laterali, dette pleure;
- una ventrale, detta sterno o sternite.

Nella terminologia è spesso necessario specificare contemporaneamente il segmento toracico oltre all'area a cui si fa riferimento, perciò ad ogni organo o area del torace si suole aggiungere i prefissi pro-, meso- e meta- per indicare, all'occorrenza, a quale segmento toracico si fa riferimento. Ad esempio, le ali mesotoraciche sono quelle portate dal mesotorace (anteriori), il pronoto è il tergite del protorace, i metatarsi sono i tarsi delle zampe metatoraciche (terzo paio).
La morfologia del tergite, delle pleure e dello sterno può essere relativamente semplice oppure complicarsi per la presenza di linee di sutura che li suddividono in scleriti che assumono denominazioni specifiche. Questa complicazione interessa in particolare il secondo e il terzo segmento toracico, sui quali si innestano le ali nelle forme alate.
Notevoli differenze si riscontrano nei Ditteri, dove il mesotorace assume uno sviluppo tale da prevalere sugli altri due segmenti. Il protorace si spinge indietro e si fonde, in parte, con il mesotorace dando origine a strutture la cui nomenclatura differisce in parte da quella standard. Altre differenze si riscontrano anche negli Imenotteri. Il motivo di tali differenziazioni risiede nell'elevato grado di evoluzione di questi due ordini in relazione allo sviluppo delle strutture morfo-anatomiche deputate al volo.

### Tergiti

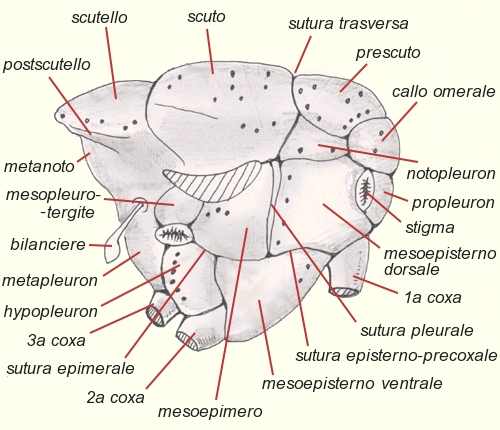
Vista laterale del torace di un Dittero Brachicero.

Il pronoto ha in genere una morfologia relativamente semplice e si limita ad avere uno sviluppo di forma generalmente quadrangolare, più o meno convessa. In alcuni insetti può essere eccezionalmente sviluppato in lunghezza (es. nei Neurotteri Rafididi), oppure estendersi marcatamente ai lati e ricoprire anche le zone pleurali (es. nella generalità degli Ortotteri) o proiettarsi in avanti fino a ricoprire l'intero capo o parte di esso (es. in molti Coleotteri e in alcuni Rincoti). La sua superficie può presentarsi liscia e glabra oppure mostra setole o sculture dell'esoscheletro utili in molti casi per la determinazione sistematica. Singolare è la presenza di vistosi processi che, ad esempio in alcuni Coleotteri, arrivano ad assumere forme bizzarre tali da suscitare l'interesse dei collezionisti. Nei Ditteri Brachiceri il pronoto si fonde con il mesoprescuto e di esso sono visibili, ai lati, due scleriti, detti calli omerali. Ne consegue che nei Ditteri difficilmente si distingue il pronoto dal mesonoto.

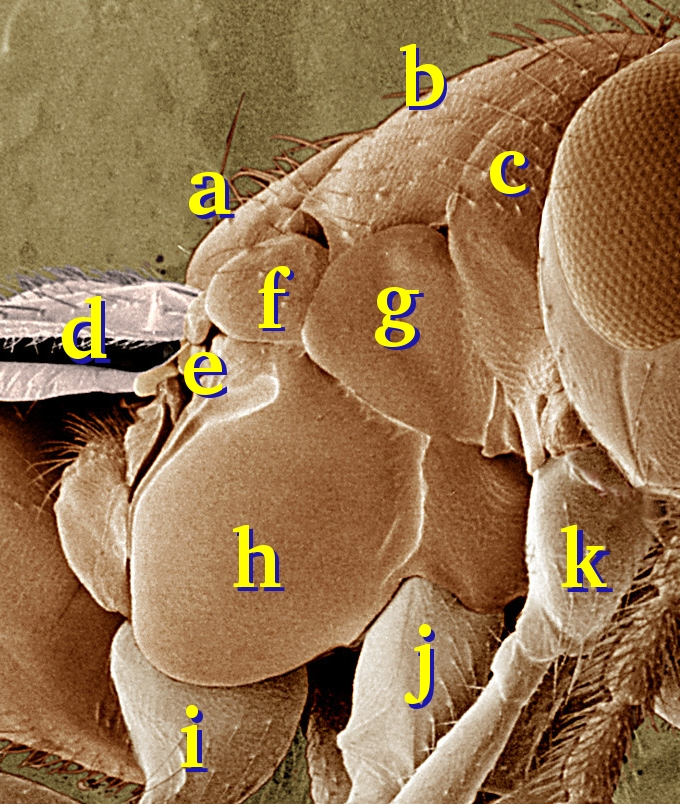
Torace di Imenottero Encirtide. a: scutello; b: scuto; c: pronoto; d: ala anteriore; e: scleriti ascellari; f: tegula; g: prepetto; h: mesoepisterno; i: metacoxa; j: mesocoxa; k: procoxa,

Più complessa è la struttura dei tergiti del secondo e terzo segmento in relazione alla presenza delle ali. La presenza di suture trasversali o oblique suddivide ogni tergite in tre aree denominate, in ordine antero-posteriore, prescuto, scuto e scutello. Lo sviluppo e l'associazione di queste aree con i tergiti adiacenti possono essere tali da rendere meno evidenti le demarcazioni fra i tre segmenti toracici. Al noto vero e proprio si associa posteriormente una seconda area, detta postscutello o postnoto, derivata in realtà dal segmento successivo: il postscutello mesotoracico e quello metatoracico derivano perciò, rispettivamente, dal tergite del metatorace e dal primo urotergo. Questa complessità strutturale è funzionale all'attacco dei muscoli indiretti delle ali.
Anche sui tergiti del mesotorace e del metatorace possono essere presenti formazioni di setole e sculture dell'esoscheletro fondamentali per la determinazione sistematica. Ad esempio sul mesonoto possono essere presenti due solchi longitudinali convergenti posteriormente, detti notauli o solchi parapsidali, il cui aspetto è fondamentale per la determinazione sistematica di alcuni Imenotteri. I notauli suddividono trasversalmente il mesonoto in tre aree: una mediana e due laterali che comprendono le axillae o ascelle e le tegule, scleriti disposti immediatamente davanti e sopra la zona di attacco delle ali. Le tegule sono presenti nei Ditteri e negli Imenotteri e proteggono l'articolazione anteriore delle ali.
Ancora più complessa può essere la morfologia del metanoto, in particolare nei Ditteri e negli Imenotteri. Nei primi il metanoto è molto ridotto (a causa della trasformazione delle ali posteriori in bilancieri) ed è praticamente nascosto dallo scutello del metatorace. Negli Imenotteri la struttura si complica per la presenza del propodeo, quarto segmento toracico derivato dallo spostamento in avanti del primo urotergo.

### Pleure
Le pleure sono le aree laterali del torace, pari e simmetriche. Queste formazioni derivano dalla differenziazione e dall'organizzazione del primo articolo delle zampe primitive, fisso, detto subcoxa che, negli Insetti, diventa parte integrante del torace. Ogni pleura è in genere percorsa da una sutura, detta solco pleurale. Il solco pleurale ha un percorso dorso-ventrale e obliquo, dalla zona d'inserzione dell'ala alla zona d'inserzione della coxa e suddivide la pleura in due aree: quella anteriore è detta episterno, quella posteriore epimero. La parte superiore dell'epimero e dell'episterno sono in relazione con il tergite nel punto di attacco delle ali; la parte ventrale è in relazione con il primo segmento morfologico delle zampe (coxe o anche).
Altre suture possono differenziare in alcuni insetti altre aree. Ad esempio, in alcuni Imenotteri può essere evidente un'area del mesoepisterno, detta prepectum o prepetto, che protegge lo spiracolo protoracico. Nei Ditteri Brachiceri, invece, le pleure sono ulteriormente divise da una sutura che ha un decorso approssimativamente orizzontale e che s'incrocia con la sutura pleurale. L'episterno è suddiviso perciò in due scleriti, detti rispettivamente mesoepisterno dorsale e ventrale; l'epimero è anch'esso diviso in due scleriti, uno dorsale, detto ancora mesoepimero, e uno ventrale, detto hypopleuron o ipopleura.

### Sterniti

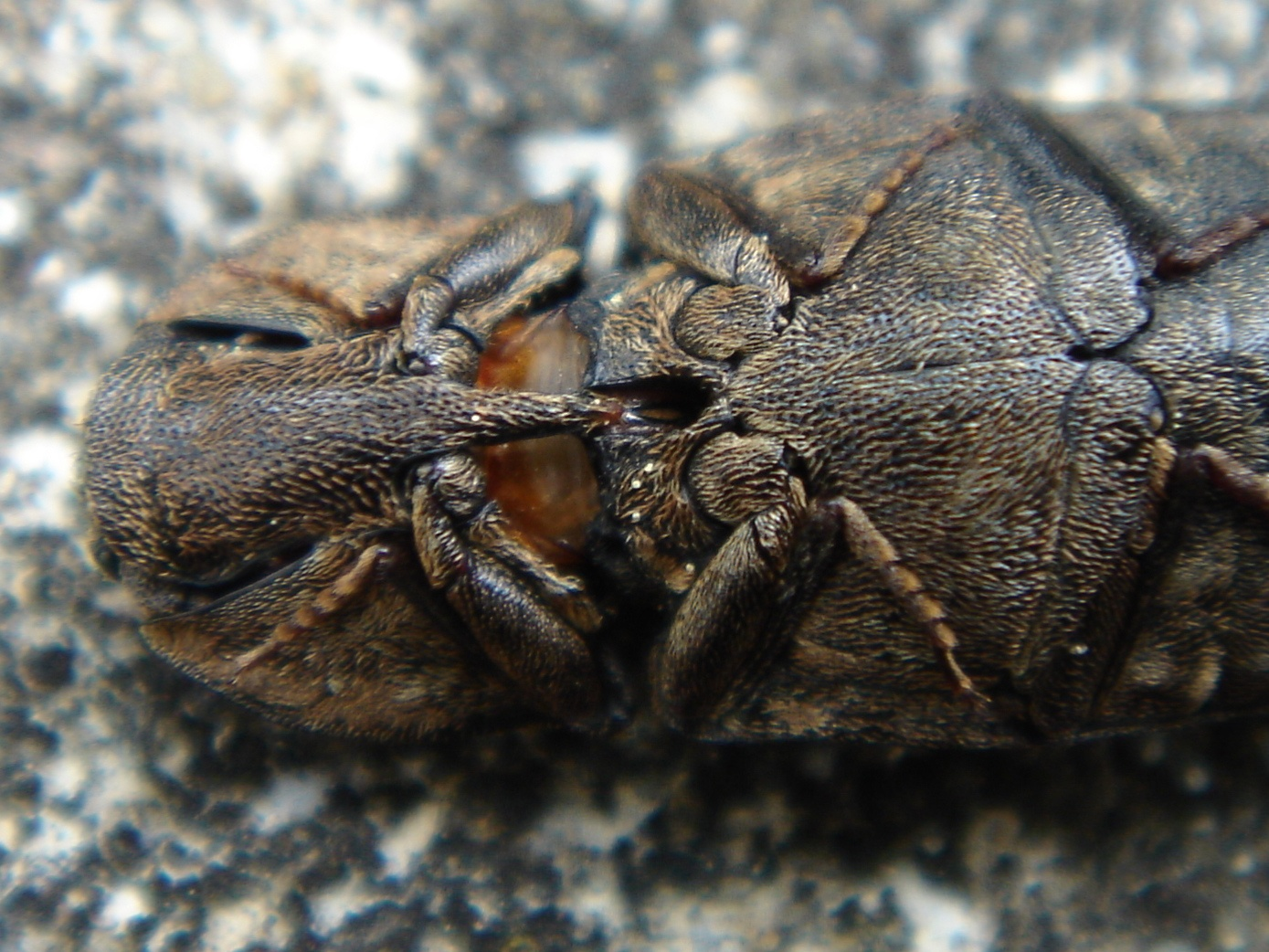
Adelocera murina (Coleoptera: Elateridae). L'insetto è rovesciato sul dorso per mostrare l'organo pro-mesosternale usato per riacquistare la posizione prona.

Anche lo sterno può presentare, in genere, delle suture trasversali che lo suddividono in tre aree denominate, in ordine antero-posteriore, presterno, basisterno e sternello. Lo sviluppo di questi scleriti è di minore entità rispetto alle pleure e ai tergiti delle forme alate, mentre nelle forme che basano la loro mobilità sulla locomozione terrestre si presentano espanse in larghezza e fondamentalmente appiattite. Strutture particolari possono essere presenti in alcuni gruppi sistematici. 
Una formazione singolare è l'organo pro-mesosternale dei Coleotteri Elateridi: questi insetti hanno una particolare articolazione della membrana intersegmentale che mette in relazione il protorace al mesotorace, permettendone movimenti differenziali. Nel mesosterno è presente una fossetta, nella quale si può incastrare un processo posteriore del prosterno. Quando questi insetti sono rovesciati sul dorso, sono in grado di flettere il corpo in corrispondenza dell'articolazione pro-mesotoracica, introducendo il processo prosternale nella fossetta mesosternale; la muscolatura mette in tensione l'intera struttura e il rilascio di scatto trasforma il corpo in una sorta di molla che, facendolo saltare, permette di riacquistare la posizione normale. La stessa struttura, però non funzionante, è presente anche nei Coleotteri Buprestidi.
Altri insetti possono sviluppare sul tegumento superfici ruvide usate per produrre suoni con lo sfregamento di altre parti del corpo. Ad esempio, i Rincoti Reduvidi hanno nel prosterno una superficie zigrinata sulla quale sfregano il labbro inferiore per emettere suoni.

### Scleriti ascellari
Nella maggior parte degli Insetti, che si identifica nel vasto raggruppamento dei Neoptera in senso lato, l'attacco delle ali al torace avviene attraverso un sistema di articolazioni costituito da scleriti sui quali si esercita l'azione dei muscoli diretti delle ali. Questi scleriti si posizionano nel punto di passaggio dalle ascelle (proprie del tergite) alle pleure.
La pleura differenzia nell'estremità dorsale due scleriti,  separati dall'episterno e dall'epimero da una zona membranosa.  L'episterno differenzia il basalare, anteriore, l'epimero forma invece il subalare, posteriore. Fra essi si posiziona un processo pleurale, punto in cui episterno e epimero si fondono sopra la sutura pleurale. Su questi scleriti e sul processo pleurale si articolano gli scleriti ascellari o pterali, propri delle ali, sui quali si articolano le nervature alari. Gli scleriti ascellari sono in numero di tre e sono indicati rispettivamente dal numero ordinale secondo la loro posizione (1°, 2° e 3° sclerite pterale).

### Zampe

Rappresentazione schematica della zampa di un insetto. A: coxa; B: trocantere; C: femore; D: tibia; E: tarso; e5: pretarso.

Le zampe sono appendici articolate al torace usate generalmente per la locomozione. Nella generalità degli Insetti è presente una coppia di zampe per ogni segmento toracico, da cui il nome di Esapodi dato frequentemente a questa classe. Il numero delle zampe può ridursi come adattamento secondario, come avviene ad esempio nei Lepidotteri Ninfalidi per atrofia delle zampe protoraciche, oppure scomparire del tutto, come avviene ad esempio nelle forme adulte degli insetti catametaboli (femmine dei Rincoti Coccidi, femmine degli Strepsitteri, ecc.). 
La presenza di tre coppie di zampe toraciche si rileva anche nelle forme giovanili degli eterometaboli, degli pseudoametaboli e degli ametaboli. Negli olometaboli sono presenti in alcuni tipi di larve (larve campodeiformi, onisciformi, ecc.). Nella generalità delle larve polipode, tipiche dei Lepidotteri, dei Mecotteri e in alcuni raggruppamenti di Hymenoptera (Tentredinidi), sono presenti anche organi di locomozione addominali, detti pseudozampe. In altre forme larvali, invece, le zampe possono essere atrofiche o del tutto assenti (larve cirtosomatiche, larve apode, ecc.).
Morfologicamente, le zampe si presentano come appendici pluriarticolate e libere. Procedendo in senso prossimale-distale, gli articoli prendono rispettivamente il nome di coxa (o anca), trocantere, femore, tarso, pretarso e unghie. Alle coxe sono associate le subcoxe, segmenti fissi che facevano parte della zampa primitiva ma che negli attuali Insetti sono parte integrante del torace. In generale gli articoli di maggiore sviluppo in lunghezza sono il femore e la tibia, tuttavia nei diversi gruppi sistematici possono presentarsi marcate differenziazioni. 
Il tarso è a sua volta suddiviso in più articoli, detti tarsomeri, e il pretarso è in genere nascosto nell'ultimo tarsomero. Sul pretarso si articolano le unghie, che consentono l'adesione a superfici scabrose, ma possono presentarsi anche altre strutture con forme e funzioni specifiche. Fra queste si citano l'arolio (a forma di lobo), l'empodio (a forma di stilo), i pulvilli (a forma di lamina). L'empodio e l'arolio sono organi impari inseriti fra le unghie, mentre i pulvilli sono organi pari inseriti sotto le unghie. 
Di particolare importanza è il numero di tarsomeri in quanto usato spesso come elemento di determinazione sistematica. Altri caratteri relativi alle zampe, utili in qualche caso ai fini tassonomici, sono le tibie, i femori e le coxe.
La funzione primaria delle zampe è quella locomotoria; in tal caso le zampe sono dette cursorie. Sono frequenti tuttavia adattamenti morfologici e anatomici finalizzati a conferire specifiche proprietà; in tal caso si parla ad esempio di zampe natatorie (adatte al nuoto), raptatorie (adatte ad afferrare le prede), fossorie (adatte a scavare), saltatorie (adatte al salto), ecc.

### Ali

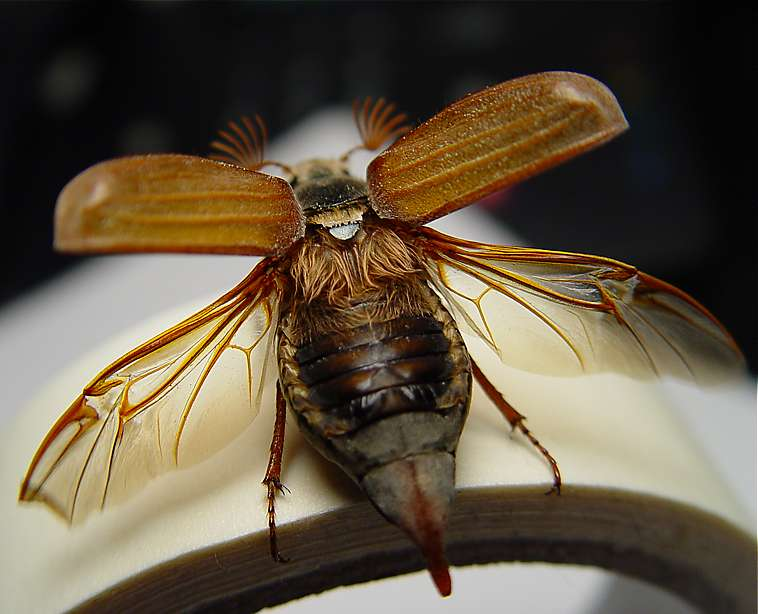
Morfologia delle ali dei Coleotteri: le ali anteriori, trasformate in elitre per lo spesso sviluppo della cuticola, hanno una funzione di protezione e in fase di volo sono tenute sollevate e divaricate; le ali posteriori, membranose, sono quelle che permettono il volo. In fase di riposo si ripiegano sotto le elitre grazie ad un'articolazione presente lungo la vena costale.

Le ali sono assenti, come carattere primario, in tutti gli Apterigoti (Tisanuri). Gli Pterigoti sono invece primariamente provvisti di due paia di ali, ma negli Insetti è frequente il fenomeno del meiotterismo secondario, che consiste nella riduzione dello sviluppo alare fino alla completa scomparsa (atterismo). Sono inoltre presenti esclusivamente nello stadio adulto: negli eterometaboli si formano gradualmente negli stadi di ninfa, mentre negli olometaboli sono ridotti ad abbozzi interni (dischi preimmaginali) e si sviluppano durante lo stadio di pupa all'interno del tegumento.
Le ali sono portate dal mesotorace e dal metatorace. Morfologicamente, l'ala primitiva si presenta come espansione laterale dei tergiti; strutturalmente è costituite da due lamine sovrapposte: una dorsale, in continuità con il tergite, una ventrale, in continuità con la membrana pleurale. Nel corso dell'evoluzione dei Neotteri, a cui fanno capo la maggior parte degli attuali insetti, la continuità delle ali con gli scleriti toracici è interrotta dall'interposizione del sistema di articolazioni di cui si è detto in precedenza (processi e scleriti pleurali e scleriti ascellari).
Contrariamente alle ali degli Uccelli, quelle degli Insetti sono prive di muscoli intrinseci, in quanto il loro movimento è dovuto all'azione di muscoli dislocati nel torace. L'ala è percorsa da condotti, detti nervature o vene, che sono in continuità con l'emocele e sono irrorate dall'emolinfa. All'interno delle nervature corrono anche nervi e trachee. 

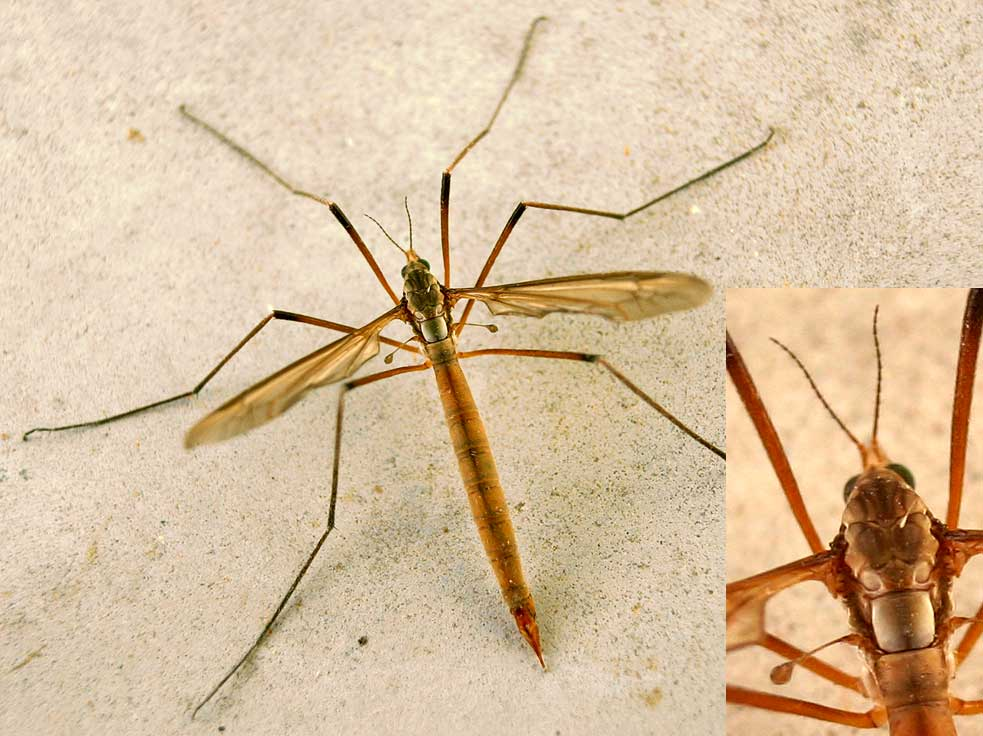
Dittero Nematocero. In tutti i Ditteri, le ali posteriori sono ridotte a bilancieri, organi usati per regolare l'equilibrio in volo. Le tipule portano in generale bilancieri particolarmente sviluppati in lunghezza.

La venatura alare forma una rete più o meno fitta in funzione della ramificazione delle nervature. Il sistema delle nervature delimita areole circoscritte dette cellule alari. Il decorso delle nervature e la forma delle cellule sono importanti elementi di determinazione tassonomica in alcuni ordini, in particolare nei Ditteri e negli Imenotteri. In generale si assiste, con l'evoluzione, ad una riduzione della venatura alare.
La morfologia alare varia molto secondo il gruppo sistematico. In genere sono membranose, ma per lo sviluppo di una cuticola spessa possono presentarsi anche sclerificate completamente, come nelle elitre dei Coleotteri e nelle tegmine degli Ortotteri, o parzialmente, come nelle emielitre dei Rincoti Eterotteri. Nella generalità dei Lepidotteri sono rivestite da squame la cui organizzazione e pigmentazione conferiscono a questi insetti le tipiche e notissime decorazioni.
Le ali anteriori hanno in genere uno sviluppo maggiore rispetto a quelle posteriori, e possono essere presenti specifici organi di collegamento per la sincronizzazione del movimento, come nei Lepidotteri e negli Imenotteri. La superficie alare viene distinta morfologicamente in tre regioni, dette rispettivamente remigante, anale e jugale, di cui la prima presenta il maggiore sviluppo e la maggiore robustezza.
La funzione primaria è quella del volo, tuttavia gli adattamenti morfoanatomici possono alterare questa funzione fino a farla perdere del tutto a favore di altre finalità biologiche. In questo caso le ali anteriori o posteriori possono trasformarsi in organi di protezione (elitre e tegmine), di regolazione dell'equilibrio (bilancieri), ecc.

## Anatomia
Sotto l'aspetto anatomico, il torace è interessato da tutti gli apparati, tuttavia quello di maggiore importanza, per questa regione, è il sistema muscolare, in quanto deputato alla locomozione.

### Endoscheletro
L'endoscheletro del torace è fondamentale per l'attacco dei muscoli motori ed è costituito dallo sviluppo di processi interni originati per invaginazione della cuticola dall'esoscheletro degli scleriti tergali, pleurali e sternali. 
I fragmi sono due processi simmetrici, che a volte si fondono in un'unica struttura, originati dai tergiti. Gli apodemi sono anch'essi due processi simmetrici, originati dalle pleure. Infine, nella parte ventrale è presente la furca, processo impari originato dallo sterno e che principalmente regge la catena ganglionare ventrale.

### Sistema muscolare

Principio di funzionamento del battito alare degli Insetti. a: ali; b: scleriti ascellari; c: muscoli indiretti delle ali (trasversali); d: muscoli longitudinali.

Il sistema muscolare è l'apparato di maggiore importanza e raggiunge un notevole sviluppo soprattutto nelle forme alate. Oltre ai muscoli che connettono i segmenti fra loro, hanno un particolare sviluppo quelli deputati al movimento delle zampe e delle ali. 
I muscoli delle zampe si distinguono in estrinseci ed intrinseci. Sono muscoli estrinseci quelli che collegano le appendici al torace, sono intrinseci quelli interni ai segmenti delle zampe e che permettono i movimenti reciproci dei singoli segmenti. Un particolare sviluppo assumono i muscoli localizzati nelle coxe e nei femori delle zampe metatoraciche degli insetti che hanno sviluppato la capacità del salto.
I muscoli delle ali si distinguono in indiretti e diretti. I primi mettono in relazione fra loro gli scleriti del torace (tergo-sternali, tergo-pleurali e pleuro-sternali); la loro azione si esercita provocando deformazioni del torace che si trasmettono passivamente alle ali determinandone il battito. I muscoli diretti mettono invece in relazione gli scleriti ascellari reciprocamente fra loro o con gli scleriti del torace. Questi muscoli sono responsabili di movimenti che rendono più complesso il funzionamento delle ali, migliorando nel complesso l'efficienza del volo (inclinazione, variazione di direzione, ecc.). Fra i muscoli diretti sono compresi anche quelli che, agendo sul terzo sclerite ascellare, permettono il ripiegamento delle ali sopra l'addome.

### Altri apparati
Gli altri apparati presenti nel torace assumono un'importanza relativa in quanto il loro funzionamento si integra nel complesso della fisiologia di tutto il corpo. 
L'apparato nervoso è rappresentato principalmente dalla catena ganglionare ventrale che forma il sistema nervoso centrale. Si posiziona nella parte ventrale del torace ed è formato da tre coppie di gangli collegate fra loro da connessure longitudinali e trasversali; a volte queste coppie possono fondersi fra loro con conseguente scomparsa della metameria. Al sistema nervoso centrale è strettamente connesso quello periferico, composto dai nervi motori, connessi al sistema muscolare, e dai neuroni sensoriali che innervano i sensilli. Fra i sensilli si annoverano una grande varietà, deputati, secondo i casi, alla percezione delle posizioni reciproche che assumono le appendici toraciche, del tatto, dell'olfatto, ecc. Nel torace si localizzano infine le terminazioni nervose del simpatico viscerale e del cardio-aortico.
L'apparato respiratorio comprende la rete di trachee e tracheole e gli stigmi. Questi ultimi sono in genere presenti in numero di un paio, localizzati nel mesotorace, meno frequentemente di due paia (due mesotoracici e due metatoracici). In nessun ordine di Insetti sono presenti tre paia di stigmi. 
L'apparato digerente è rappresentato dallo stomodeo e dagli eventuali annessi, come l'ingluvie, che può posizionarsi in parte del torace e dell'addome. L'apparato circolatorio è costituito dal vaso dorsale e, naturalmente, dall'emocele, quest'ultimo in continuità con il lacunoma del capo, dell'addome, delle zampe e, infine, con le nervature alari.
Dell'apparato secretore, infine, vanno citati come organi più importanti le ghiandole salivari labiali, che si localizzano nella parte ventrale del torace, e le ghiandole protoraciche ventrali. Queste ultime, sotto lo stimolo dell'ormone cerebrale, rilasciano l'ecdisone, che induce lo sviluppo di una nuova cuticola e, quindi, la muta.